# 2011 en Mauritanie
Cet article présente les faits marquants de l'année 2011 en Mauritanie.

## Évènements
- Lundi 17 janvier 2011 : un entrepreneur de 43 ans s'est arrêté en voiture devant le Sénat, à Nouakchott, la capitale, puis a tenté de mettre le feu à sa voiture, alors qu'il était toujours à l'intérieur. Des membres des forces de l'ordre et des passants sont parvenus à l'extraire du véhicule[1].

- Mercredi 2 février 2011 : dans la nuit de mardi à mercredi, l'armée mauritanienne a déjoué un attentat à la voiture piégé en tirant un obus sur un « véhicule bourré d'explosifs à 12 km au sud de Nouakchott, tuant les trois occupants qui s'y trouvaient ». Selon les sources militaires, les occupants du véhicule étaient membres d'Al-Qaïda au Maghreb islamique (AQMI) et s'apprêtaient à commettre des attentats dans la capitale. Lors de l'opération 9 militaires mauritaniens ont été blessés. Depuis le Mali, AQMI a revendiqué cette tentative d'attentat qui « visait » le président Mohamed Ould Abdel Aziz[2].

- Samedi 19 février 2011 : des manifestations contre le manque d'eau et la hausse des prix dans la ville de Vassala (sud-est) ont été sévèrement réprimées par les forces de l'ordre faisant plusieurs blessés[3].

- Mardi 15 mars 2011 :
  - La Cour criminelle de Nouakchott a condamné à la peine capitale l'auteur principal du meurtre de l'Américain Christopher Legget, abattu en plein jour le 23 juin 2009 de trois balles dans la tête dans le centre de la capitale[4].
  - L'Organisation internationale pour les migrations se prépare à évacuer du 16 au 21 mars par la route de nombreux migrants mauritaniens fuyant la violence en Côte d'Ivoire, à la demande de l'ambassade de Mauritanie à Abidjan. Quelque 40 000 Mauritaniens vivent et travaillent en Côte d'Ivoire, dont 10 000 dans la capitale[5].

- Mardi 22 mars 2011 : deux Maliens et un Mauritanien ont été condamnés pour diverses affaires de terrorisme. Ces condamnations clôturent une série de jugements de membres présumés d'AQMI contre lesquels la Cour criminelle a prononcé cinq condamnations à des peines de mort[6].